# ジュウォン・オシャニワ
ジュウォン・オシャニワ（Juwon Oshaniwa 、1990年9月14日 - ）は、ナイジェリア・イロリン出身のプロサッカー選手。サッカーナイジェリア代表。ポジションはDF。

## 来歴

### クラブ
デビュー以来、5シーズンに渡ってナイジェリア国内でプレー。
2012年9月、イスラエルのFCアシュドッドと4年契約を結んだ。加入からすぐにレギュラーを獲得し、冬の移籍市場ではセルティックFCが獲得に乗り出していると報じられた。しかしウイルス性の病気の罹患のため移籍は実現せず、3月に戦線に復帰した。2015年1月には再びセルティックへの移籍話が持ち上がったが、今度も実現しなかった。 2014–15シーズン終了後、アシュドッド退団が発表された。
2015年6月、スコットランドのハート・オブ・ミドロシアンFC加入が発表された。ビザの発給の遅れのため登録手続きは7月28日になって完了した。初年度は出場機会を得ていたものの、2016–17シーズンは公式戦の出場無しに終わった。2017年6月、ハーツを退団。

### 代表
2012年1月、親善試合のアンゴラ代表戦でナイジェリア代表デビュー。
アフリカネイションズカップ2013では決勝のブルキナファソ戦に出場した。
2014 FIFAワールドカップでは全4試合に出場した。

## 代表歴

### 出場大会
- ナイジェリア代表
  - 2014 FIFAワールドカップ

### 試合数
- 国際Aマッチ 18試合 0得点（2012年-2014年）[17]

| ナイジェリア代表 | 国際Aマッチ | 国際Aマッチ |
| 年               | 出場        | 得点        |
| ---------------- | ----------- | ----------- |
| 2012             | 8           | 0           |
| 2013             | 2           | 0           |
| 2014             | 8           | 0           |
| 通算             | 18          | 0           |

## タイトル
ナイジェリア代表
- アフリカネイションズカップ: 2013